# Schwarzes Feuer auf weißem Feuer

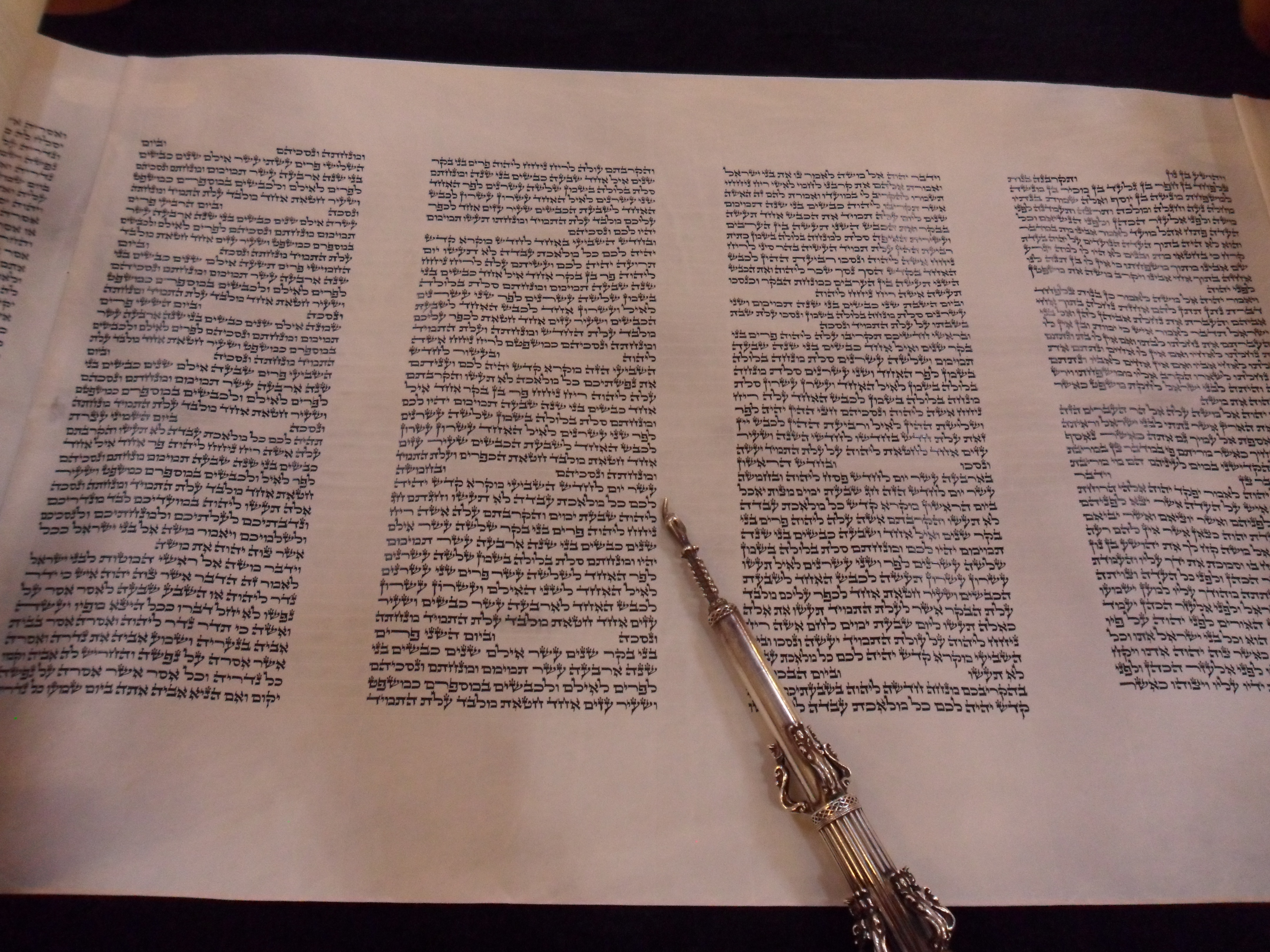
Die materielle Tora: schwarze Tinte, weißes Pergament.

Schwarzes Feuer auf weißem Feuer (אש שחורה על גבי אש לבנה ’eish sheḥorah ‘al gabei ’eish levanah) ist eine Metapher aus der jüdischen Tradition. Sie besagt, dass der heilige Text (Tora) neben dem Literalsinn eine unendliche Bedeutungsfülle in sich birgt. Er kann deshalb ganz unterschiedlich gelesen werden, und diese verschiedenen Sinngebungen sind legitim.

## Geschichte
Jüdische Schriften der Spätantike enthalten die Vorstellung, dass die Tora, heute materiell vorhanden als schwarze Tinte auf weißem Pergament, bereits vor der Schöpfung existierte (Tora keduma), und zwar als schwarzes Feuer auf weißem Feuer, אש שחורה על גבי אש לבנה ’eish sheḥorah ‘al gabei ’eish levanah: 
„Die Tora, die der Heilige, gepriesen sei er, gab: das Pergament, auf dem sie geschrieben war, war weißes Feuer. Die Buchstaben, die darauf geschrieben wurden, waren schwarzes Feuer. Sie ist Feuer, umgeben von Feuer, geschrieben in Feuer, und gegeben in Feuer, [gemäß dem Schriftvers 5. Mose 33,2:] mit flammendem Feuer in seiner rechten Hand.“ (Jerusalemer Talmud, Traktat Sota 8, 3, 37a)
Diese Metapher wurde im Mittelalter „stark mit Bedeutung aufgefüllt“, bis hin zu dem Midrasch Aseret haDibrot, der den Gedanken entwickelt, Gott habe die Welt geschaffen, indem er die Buchstaben der Tora mit schwarzem Feuer auf seinen Arm (dem weißen Feuer) tätowiert habe. Hier verschiebt sich das Interesse vom „schwarzen Feuer“, also den Buchstaben, der Heiligen Schrift, hin zum „weißen Feuer“, dem mystischen Leib der Gottheit. In der Kabbala ist das Betrachten der Muster, die sich aus der Form der hebräischen Buchstaben auf dem weißen Hintergrund ergeben, eine Meditationstechnik. Deshalb ist es für sie wichtig, dass der Text unpunktiert ist.
Die für den Mystiker faszinierenden weißen Zwischenräume sind aber nur vorhanden, weil es die schwarzen Buchstaben, die schriftliche Tora, gibt (und mit ihr die Welt der Mitzwot, die auch für den Mystiker in Geltung bleibt).

## Rezeption
Die Metapher „Schwarzes Feuer auf weißem Feuer“ findet heute sowohl in der jüdischen wie in der christlichen Bibelauslegung Interesse.
Sie kann so verstanden werden, dass die Zwischenräume des Textes kreativ gefüllt werden, in einer biblischen Erzählung unsichtbare Personen (z. B. Frauen) sichtbar gemacht werden und ein moderner Midrasch erzählt wird (Bibliodrama, Bibliolog). Oder das schwarze Feuer gilt als das Textverständnis, das durch Analyse gewonnen werden kann, das weiße Feuer als der Raum assoziativer, emotionaler und unbewusster Reaktionen des Lesers auf den Text; beide Zugänge ergänzen sich.